# Gelredome
El Gelredome és un estadi multiús de la ciutat d'Arnhem, capital de la província Güeldres als Països Baixos. La seva adreça és Batavierenweg 25, 6841 HN Arnhem.
El futbol és l'activitat més important de l'estadi, i hi juga com a local el Vitesse Arnhem de l'Eredivisie.
També s'hi organitzen concerts, festes de música house, partits de la Copa Davis de tennis i esdeveniments com ara el Monsterjam. Hi ha hagut concerts de diferents artistes, com Anastacia, Britney Spears, Justin Timberlake, Metallica, Bruce Springsteen, Madonna, Shakira, Radiohead, Coldplay, Guns N 'Roses i l'any 2003 es va dur a terme el Tiësto in Concert pel famós DJ Tijs Verwest DJ Tiësto.

## Història
El Gelredome va ser un invent del llavors president de Vitesse, Karel Aalbers, el 1986. El president volia crear un club amb activitats comercials com el Chelsea FC i la seva Chelseavillage. La idea d'un estadi amb un camp extraïble venia d'una caixa de llumins. La inspiració venia de visites a l'Astrodome a Houston. Al principi l'estadi es deia Akzodrôme pel patrocinador principal Akzo, una companyia multinacional de productes químics, que té la seu a Arnhem. Després el nom canviava amb la construcció financera de diversos empreses i bancs i la província Gelderland. Gelre és la denominació antiga de la província.
L'estadi Veltins-Arena de l'equip alemany Schalke 04 és una còpia més moderna i més gran del Gelredome i en la construcció d'aquest estadi els dos clubs van col·laborar.